# Зброя прискореного поділу

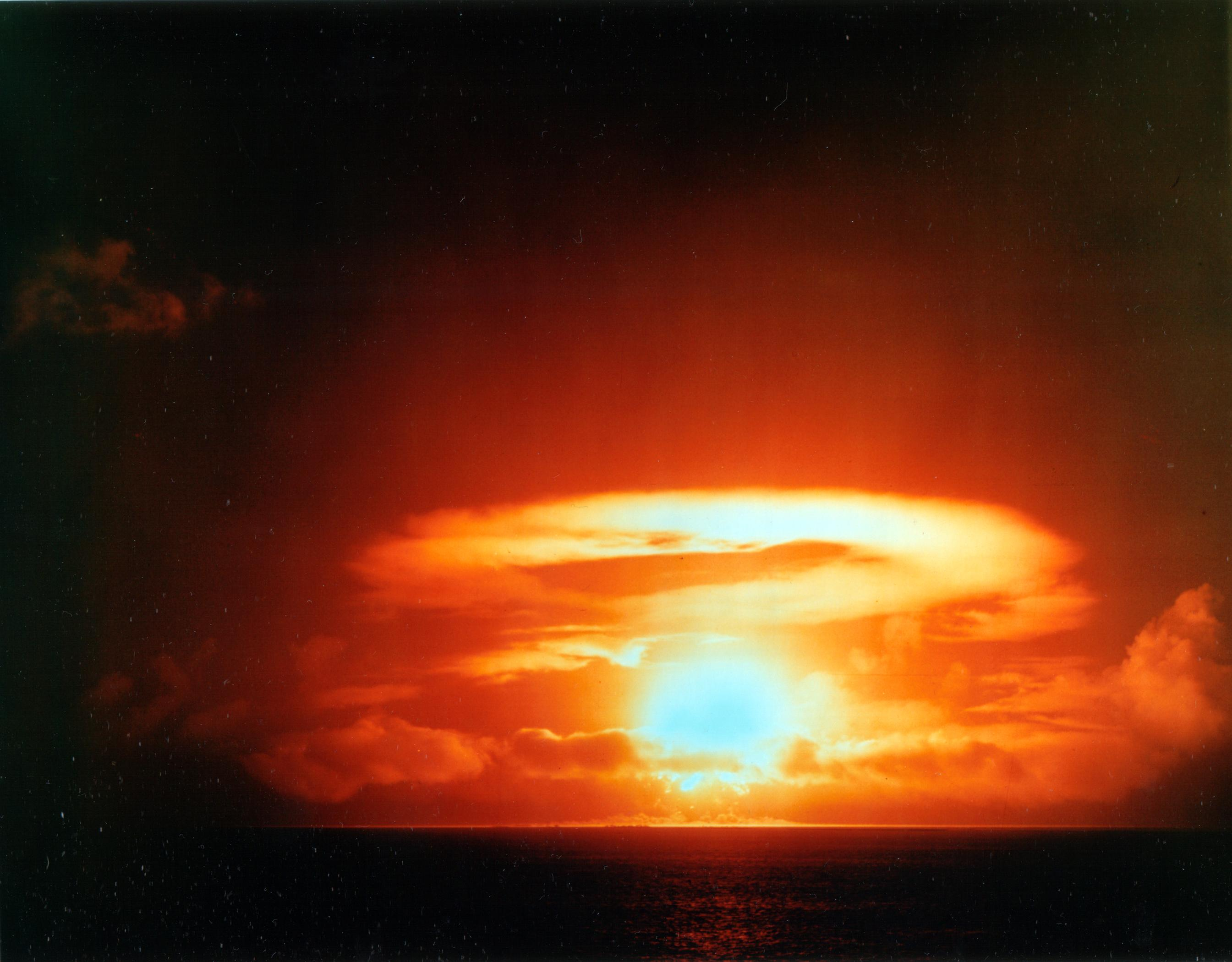
ядерне випробування першої дейтерієво-тритієвої зброї

Зброя прискореного поділу — зазвичай відноситься до типу ядерної бомби, яка використовує невелику кількість термоядерного палива для збільшення швидкості, та виходу реакції поділу. Нейтрони, що вивільняються в результаті реакцій термоядерного синтезу, додаються до нейтронів, що вивільняються внаслідок поділу; це збільшує кількість реакцій поділу, які можуть бути спричинені нейтронами. Швидкість поділу значно збільшується і, таким чином, більше речовини, яка може розщеплюватися, піддається поділу, перш ніж ядро розлетиться від вибуху. Сам процес синтезу додає лише невелику кількість енергії, можливо, 1 %.
Альтернативне значення — це застарілий тип одноступеневої ядерної бомби, яка використовує термоядерний синтез у великому масштабі для створення швидких нейтронів, які можуть спричинити поділ в збідненому урані, але яка не є двоступеневою водневою бомбою. Цей тип бомби Едвард Теллер назвав «Будильник», а Андрій Сахаров — «Слойка» або «Шаровий торт» (Теллер і Сахаров, наскільки відомо, розробили ідею незалежно один від одного).

## Розробка
Ідея посилення спочатку була розроблена в період з кінця 1947 по кінець 1949 років у Лос-Аламосі. Основною перевагою посилення є подальша мініатюризація ядерної зброї, оскільки вона зменшує мінімальний час інерційного утримання, необхідного для надкритичного ядерного вибуху, забезпечуючи раптове збільшення кількості швидких нейтронів до того, як критична маса розлетиться на частини. Це усувало потребу в алюмінієвому штовхачі та урановому трамбувальнику, а також у вибухових речовинах, необхідних для їх стиснення разом з речовиною, що розщеплюється, у надкритичний стан. У той час як громіздкий «Товстун» мав діаметр 1,5 м і потребував 3 тонни вибухових речовин для імплозії, посилений первинний елемент поділу може бути встановлений на невелику ядерну боєголовку (таку як W88), щоб запустити реакцію вторинного термоядерного елемента.

## Газове підсилення сучасної ядерної зброї
В ядерній бомбі, речовина, що розщеплюється, швидко «стискається» за допомогою однорідної сферичної імплозії, створеної звичайними вибуховими речовинами, утворюючи надкритичну масу. У цьому стані багато нейтронів, що вивільняються в результаті поділу ядра, викликатимуть поділ інших ядер у речовині, що розщеплюється, також вивільняючи додаткові нейтрони, що призводить до ланцюгової реакції. Ця реакція споживає щонайбільше 20 % палива, перш ніж бомба розлітається в ідеальних умовах, і, можливо, набагато менше, якщо умови не ідеальні: бомби «Малюк» (механізм типу гармати) і «Товстун» (механізм типу імплозії) мали ефективність 1,38 % і 13 % відповідно.
Підсилення термоядерним синтезом досягається введенням тритію та дейтерію. Твердий дейтерид літію також використовувався в деяких випадках, але газ забезпечує більшу гнучкість (і може зберігатися зовні), а також може бути введений у порожнину в центрі сфери, що складається з речовини, що розщеплюється, або в проміжок між зовнішнім шаром та «піднесеним» внутрішнім ядром, в якийсь момент часу перед імплозією. До того моменту, коли прореагує приблизно 1 % речовини, що розщеплюється, температура підніметься достатньо для початку термоядерного синтеза, який створить відносно велику кількість нейтронів, що прискорює пізні стадії ланцюгової реакції та приблизно подвоює її ефективність[прояснити].
Нейтрони термоядерного синтезу дейтерію і тритію мають надзвичайно велику енергію, у сім разів більшу за енергію середнього нейтрона ділення, завдяки чому вони з більшою імовірністю можуть бути захопленими матеріалом, що розщеплюється, що, в свою чергу, призводить до подальшого поділу. Це пов'язано з кількома причинами:
1. При зіткненні нейтронів високої енергії з ядрами атомів речовини, що розщеплюється, виділяється набагато більша кількість вторинних нейтронів (наприклад, 4,6 проти 2,9 для Pu-239).
2. Переріз поділу більше як за абсолютними величинами, так і пропорційно перерізам розсіювання та захоплення.

Беручи до уваги ці фактори, максимальне значення альфа для D-T термоядерних нейтронів в плутонії (щільність 19,8 г/см3) приблизно у 8 разів вище, ніж для середнього нейтрона ділення (2,5 × 109 проти 3 × 108).
Потенційний внесок термоядерного підсилення можна зрозуміти з наступних підрахунків. Повний синтез одного моля тритію (3 грами) і одного моля дейтерію (2 грами) дає один моль нейтронів (1 грам), що (нехтуючи розсіюванням) може безпосередньо розщепити один моль (239 грамів) плутонію, утворюючи 4,6 моля вторинних нейтронів, які, у свою чергу, можуть розщепити ще 4,6 моля плутонію (1099 г). Розщеплення цих 1338 г плутонію в перших двох поколіннях вивільнило б енергію, еквівалентну 23 кілотоннам тротилового еквівалента (97 ТДж), і саме по собі призвело б до 29,7 % ефективності для бомби, що містить 4,5 кг плутонію (типовий невеликий ядерний заряд). Енергія, що виділяється при синтезі 5 грамів термоядерного палива, становить лише 1,73 % енергії, що виділяється при поділі 1338 грамів плутонію. Можливе використання більших зарядів та підвищення ефективності, оскільки ланцюгова реакція може тривати за межами другого покоління після підсиленого синтезу.
Ядерні пристрої з термоядерним підсиленням також можна зробити несприйнятливими до нейтронного випромінювання від близьких ядерних вибухів, які можуть призвести до передчасної детонації інших конструкцій, що призводить до реакції без досягнення бажаної високої потужності. Поєднання зменшеної ваги по відношенню до потужності та несприятливість до випромінювання призвели до того, що більшість сучасних ядерних пристроїв оснащені термоядерним підсиленням.
Швидкість реакції синтезу зазвичай стає значною при температурі 20-30 мегакельвінів. Ця температура досягається при дуже низькій ефективності, коли розщеплюється менше 1 % речовини (що відповідає потужності в діапазоні сотень тонн тротилового еквівалента). Оскільки можна розробити імплозивну зброю, яка досягне потужності в цьому діапазоні, навіть якщо нейтрони присутні в критичний момент, термоядерне підсилення дозволяє виготовляти ефективну зброю, стійку до передчасної детонації. Усунення цієї небезпеки є дуже важливою перевагою використання термоядерного підсилення. За деякими даними, будь-яка зброя, що складає сучасний арсенал США, сконструйована з використанням термоядерного підсилення.
За словами одного розробника зброї, термоядерне підсилення є основною складовою надзвичайного 100-кратного збільшення ефективності ядерної зброї ділення з 1945 року.

## Деякі перші проекти не-ступеневої термоядерної зброї
Ранні проекти термоядерної зброї, такі як РДС-6с (також відомий як Joe-4 в США), радянський «Шаровий торт» («Слойка», рос. Слойка), використовували велику кількість термоядерного синтезу, щоб викликати поділ в атомах урану-238, які складають збіднений уран. Ця зброя мала ядро, що розщеплювалося, оточене шаром дейтериду літію-6, який, у свою чергу, був оточений шаром збідненого урану. Деякі проекти (включаючи «Шаровий торт») мали кілька альтернативних шарів цих матеріалів. Радянський «Шаровий торт» був схожий на американський дизайн «Будильника», який так і не був створений, і британський дизайн Green Bamboo, який був створений, але ніколи не випробуваний.
При спрацюванні такого пристрою поділ високозбагаченого уранового або плутонієвого ядра створює нейтрони, деякі з яких наштовхуються на атоми літію-6, утворюючи тритій. Розщеплення речовини в ядрі створює температуру, при якій дейтерій та тритій можуть вступати у термоядерну реакцію синтезу без високого рівня стиснення. У результаті синтезу тритію та дейтерію утворюється нейтрон з енергією 14 МеВ, що значно перевищує енергію 1 МеВ нейтрона, який почав реакцію. Створення високоенергетичних нейтронів, а не вихід енергії, є основною метою термоядерного синтезу в цьому виді зброї. Далі цей нейтрон з енергією 14 МеВ наштовхується на атом урану-238, викликаючи його розщеплення: без цієї стадії термоядерного синтезу вихідний нейтрон з енергією 1 МеВ, був би, ймовірно, просто поглинений атомом урану-238 при зіткненні. Розщеплення атома урану-238 згодом вивільняє енергію, а також нові нейтрони, які потім створюють більше тритію з літію-6, що ще залишився, і цей цикл знов повторюється. Енергія, отримана від розщеплення урану-238, має важливе значення в цьому пристрої: по-перше, тому, що збіднений уран набагато дешевший, ніж високозбагачений уран, і по-друге, що він не може створити критичної маси і, отже, менш імовірно, що він буде залучений до передчасного спрацювання.
Енергія вибуху цього виду термоядерної зброї може містити до 20 % енергії термоядерного синтезу, решту складає енергія поділу; загальне обмеження — одна мегатонна в тротиловому еквіваленті (4 ПДж). Пристрій РДС-6с був еквівалентний 400 кілотонн тротилу (1,7 ПДж). Для порівняння, «справжня» воднева бомба може виробляти до 97 % своєї потужності в результаті синтезу, а її потужність вибуху обмежена лише розміром пристрою.

## Технічне обслуговування ядерної зброї з газовим підсиленням
Тритій — радіоактивний ізотоп з періодом напіврозпаду 12,355 років. Його основним продуктом розпаду є гелій-3, який є одним з ізотопів з найбільшим поперечним перерізом для захоплення нейтронів. Тому періодично зі зброї потрібно видаляти гелієві відходи та завантажувати новий запас тритію. Це пов'язано з тим, що будь-який гелій-3, що міститься в тритії для зброї, діяв би як отрута під час детонації зброї, поглинаючи нейтрони, призначені для зіткнення з ядрами речовини, що розщеплюється.
Виробництво тритію є відносно дорогим, тому що кожен отриманий тритон (ядро тритію) вимагає виробництва принаймні одного вільного нейтрона, який використовується для бомбардування вихідного матеріалу (літію-6, дейтерію або гелію-3). Фактично через втрати та неефективність, кількість вільних нейтронів, необхідних для вироблення одного тритона, ближче до двох (при цьому тритій починає розпадатися одразу, тому є втрати під час збору, зберігання та транспортування від виробничого об'єкта до місця зберігання зброї). Виробництво вільних нейтронів вимагає використання або реактора-розмножувача, або прискорювача частинок (з мішенню сколювання), призначеного для виробництва тритію.